# کیت فرنچ (ورزشکار پنج‌گانه مدرن)
کیت فرنچ (انگلیسی: Kate French؛ زادهٔ ۱۱ فوریهٔ ۱۹۹۱) ورزشکار پنج‌گانه مدرن اهل بریتانیا است.
وی در مسابقات کشوری و بین‌المللی در مجموع برندهٔ ۸ مدال طلا، ۵ مدال نقره، ۳ مدال برنز شده‌است.